# West Monkton
West Monkton is een civil parish in het bestuurlijke gebied Somerset West and Taunton, in het Engelse graafschap Somerset met 2439 inwoners.

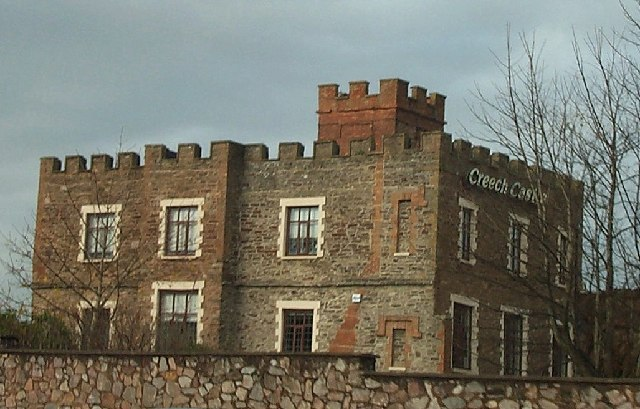
Creech Castle Hotel